# Synistovalgus rougeoti
Synistovalgus rougeoti är en skalbaggsart som beskrevs av Franz Antoine 1997. Synistovalgus rougeoti ingår i släktet Synistovalgus och familjen Cetoniidae. Inga underarter finns listade i Catalogue of Life.